# Vasco Brondi

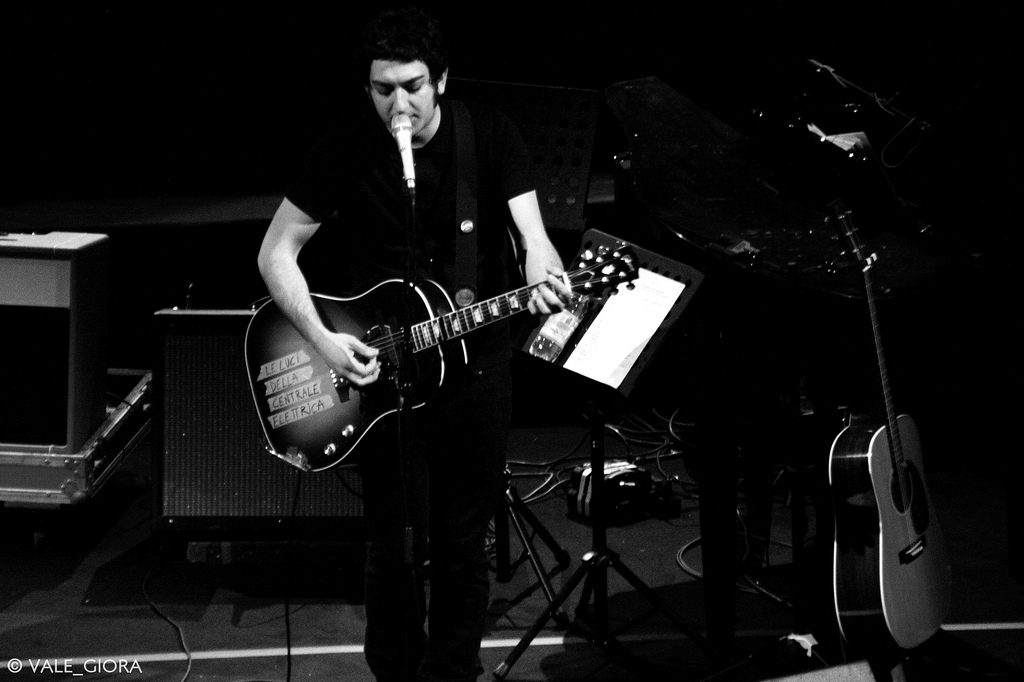
Vasco Brondi 2010

Vasco Brondi (* 1. Februar 1984 in Verona) ist ein italienischer Cantautore und Schriftsteller.

## Karriere
Brondi wuchs in Ferrara auf. Dort begann er 2007 das Indie-Musikprojekt Le Luci della Centrale Elettrica („Die Lichter des Elektrizitätswerks“). Beim unabhängigen Label Tempesta Dischi (von Tre Allegri Ragazzi Morti) veröffentlichte das Projekt 2008 das Debütalbum Canzoni da spiaggia deturpata, produziert von Giorgio Canali. Das Album wurde mit der Targa Tenco für das beste Debüt des Jahres ausgezeichnet. Das Musikprojekt konnte sich schnell einen Namen in der italienischen Indie-Rock-Szene machen, auch durch unzählige Konzerte im ganzen Land. 2009 erschien mit Cosa racconteremo di questi cazzo di anni zero Brondis erste Buchveröffentlichung.
In den folgenden Jahren trat Le Luci della Centrale Elettrica zusammen mit verschiedenen bekannten Musikern auf (darunter Jovanotti, Francesco De Gregori und Manuel Agnelli) und veröffentlichte weitere Alben: Per ora noi la chiameremo felicità (2010) und C’eravamo abbastanza amati (EP, 2011). Musik des Projekts fand auch Eingang in die Soundtracks von Filmen von Daniele Gaglianone und Davide Ferrario. 2012 veröffentlichte Brondi zusammen mit dem Zeichner Andrea Bruno die Graphic Novel Come le strisce che lasciano gli aerei. Nach einem Aufenthalt in den USA erschien 2014 das neue Album von Brondis Musikprojekt, Costellazioni, das bis auf Platz zwei der italienischen Albumcharts gelangte.
Als Songwriter hatte Brondi 2015 mit Jovanottis Sommerhit L’estate addosso einen großen Erfolg, selbst meldete er sich zunächst 2016 mit dem Buch Anime galleggianti. Dalla pianura al mare tagliando per i campi (zusammen mit Massimo Zamboni) und dann mit dem Album Terra (2017) zurück. 2018 gab er bekannt, das Projekt Le Luci della Centrale Elettrica zu beenden. Zu diesem Anlass erschienen die Kompilation 2008/2018 Tra la via Emilia e la Via Lattea sowie der Sammelband Le luci della centrale elettrica. Dieci anni di musica tra la via Emilia e la Via Lattea, begleitet von einer ausgedehnten Tournee.
Unter seinem eigenen Namen begann Brondi anschließend die nächste Phase seiner Karriere. Mit Terra. Diario di lavorazione o la gloriosa autostrada dei ripensamenti legte er 2019 ein neues Buch vor. 2020 gab er eine Konzertreihe unter dem Titel Talismani per tempi incerti, die in ein gleichnamiges Livealbum einfloss. Brondis erstes Studioalbum dieser neuen Phase erschien 2021 unter dem Titel Paesaggio dopo la battaglia.

## Diskografie
Alben

| Jahr | Titel Musiklabel                                            | Höchstplatzierung, Gesamtwochen, AuszeichnungChartsChartplatzierungen (Jahr, Titel, Musiklabel, Platzierungen, Wochen, Auszeichnungen, Anmerkungen) | Anmerkungen                                                                            |
| Jahr | Titel Musiklabel                                            | IT | Anmerkungen                                                                            |
| ---- | ----------------------------------------------------------- | --- | -------------------------------------------------------------------------------------- |
| 2008 | Canzoni da spiaggia deturpata La Tempesta Dischi            | — | als Le Luci della Centrale Elettrica                                                   |
| 2010 | Per ora noi la chiameremo felicità La Tempesta Dischi       | IT24 (3 Wo.)IT | als Le Luci della Centrale Elettrica                                                   |
| 2014 | Costellazioni La Tempesta Dischi / Sony                     | IT2 (10 Wo.)IT | Erstveröffentlichung: 11. März 2014 als Le Luci della Centrale Elettrica               |
| 2017 | Terra Cara Catastrofe / Sony                                | IT4 (11 Wo.)IT | Erstveröffentlichung: 3. März 2017 als Le Luci della Centrale Elettrica                |
| 2018 | 2008/2018 Tra la via Emilia e la Via Lattea Columbia / Sony | IT9 (3 Wo.)IT | Erstveröffentlichung: 5. Oktober 2018 als Le Luci della Centrale Elettrica Kompilation |
| 2021 | Paesaggio dopo la battaglia Columbia / Sony                 | IT3 (2 Wo.)IT | Erstveröffentlichung: 7. Mai 2021                                                      |
| 2024 | Un segno di vita Carosello Records                          | IT7 (1 Wo.)IT | Erstveröffentlichung: 15. März 2024                                                    |

## Bibliografie
- Vasco Brondi: Cosa racconteremo di questi cazzo di anni zero. Baldini Castoldi Dalai, 2009, ISBN 88-6073-468-1.
- Vasco Brondi, Andrea Bruno: Come le strisce che lasciano gli aerei. Coconino Press, 2012, ISBN 978-88-7618-208-2.
- Vasco Brondi, Massimo Zamboni: Anime galleggianti. Dalla pianura al mare tagliando per i campi. La nave di Teseo, 2016, ISBN 978-8893440066.
- Vasco Brondi: Le luci della centrale elettrica. Dieci anni di musica tra la via Emilia e la Via Lattea. Hrsg.: Tiziana Lo Porto. La nave di Teseo, 2018, ISBN 978-8893446594.
- Vasco Brondi: Terra. Diario di lavorazione o la gloriosa autostrada dei ripensamenti. La nave di Teseo, 2019, ISBN 978-8834601471.

## Belege
1. ↑  Biografia di Vasco Brondi. In: Cinquantamila.it. Abgerufen am 6. November 2022 (italienisch).
2. ↑  Chartquellen:
  - Alben von Le Luci della Centrale Elettrica. In: Italiancharts.com. Hung Medien, abgerufen am 6. November 2022.
  - Alben von Vasco Brondi. In: Italiancharts.com. Hung Medien, abgerufen am 6. November 2022.

| Personendaten    | Personendaten                               |
| ---------------- | ------------------------------------------- |
| NAME             | Brondi, Vasco                               |
| KURZBESCHREIBUNG | italienischer Cantautore und Schriftsteller |
| GEBURTSDATUM     | 1. Februar 1984                             |
| GEBURTSORT       | Verona                                      |